# UFC 95
UFC 95: Sanchez vs. Stevenson（ユーエフシー・ナインティファイブ：サンチェス・ヴァーサス・スティーブンソン）は、アメリカ合衆国の総合格闘技団体「UFC」の大会の一つ。2009年2月21日、イングランド・ロンドンのO2アリーナで開催された。
大会メインイベントでは、ディエゴ・サンチェスとジョー・スティーブンソンによるライト級マッチが行われた。

## 大会概要
メインイベントのライト級マッチでは、サンチェスがスティーブンソンを判定で下した。
また、本大会では放送において特定の試合がカットされることなく、全試合が放送された。
UCMMAヘビー級王者ニール・グローブ、キャリア10戦全勝のパウロ・チアゴ、7戦全勝のエヴァン・ダナムがUFCデビュー。

## 試合結果

### プレリミナリィカード
第1試合 ウェルター級 5分3R
○  ポール・ケリー vs.  トロイ・マンダロニス ×
3R終了 判定3-0（30-27、30-27、30-27）
第2試合 ヘビー級 5分3R
○  マイク・シェスノレヴィス vs.  ニール・グローブ ×
1R 1:03 ヒールホールド
第3試合 ライト級 5分3R
○  エヴァン・ダナム vs.  ペール・エクルンド ×
1R 2:14 TKO（レフェリーストップ：左ストレート→パウンド）
第4試合 ヘビー級 5分3R
○  ジュニオール・ドス・サントス vs.  ステファン・ストルーフェ ×
1R 0:54 TKO（レフェリーストップ：右フック→パウンド）
第5試合 ライト級 5分3R
○  テリー・エティム vs.  ブライアン・コッブ ×
2R 0:10 TKO（レフェリーストップ：左ハイキック→パウンド）

### メインカード
第6試合 ウェルター級 5分3R
○  パウロ・チアゴ vs.  ジョシュ・コスチェック ×
1R 3:29 TKO（レフェリーストップ：スタンドパンチ連打）
第7試合 ミドル級 5分3R
○  デミアン・マイア vs.  チェール・ソネン ×
1R 2:37 三角絞め
第8試合 ミドル級 5分3R
○  ネイサン・マーコート vs.  ウィウソン・ゴヴェイア ×
3R 3:10 TKO（レフェリーストップ：膝蹴り）
第9試合 ウェルター級 5分3R
○  ダン・ハーディー vs.  ローリー・マーカム ×
1R 1:09 KO（左フック）
第10試合 ライト級 5分3R
○  ディエゴ・サンチェス vs.  ジョー・スティーブンソン ×
3R終了 判定3-0（30-27、30-27、29-28）

### 各賞
ファイト・オブ・ザ・ナイト： ディエゴ・サンチェス vs. ジョー・スティーブンソン
ノックアウト・オブ・ザ・ナイト： パウロ・チアゴ
サブミッション・オブ・ザ・ナイト： デミアン・マイア
各選手にはボーナスとして40,000ドルが支給された。